# Sōta Nakazawa
Sōta Nakazawa (中澤 聡太?, Nakazawa Sōta; Tokyo, 26 ottobre 1982) è un ex calciatore giapponese, di ruolo difensore.

## Carriera
Ha partecipato ai mondiali Under-20 del 2001.

## Palmarès

### Club

#### Competizioni nazionali
- Coppa Yamazaki Nabisco: 1

Gamba Osaka: 2007
- Supercoppa del Giappone: 1

Gamba Osaka: 2007
- Coppa dell'Imperatore: 2

Gamba Osaka: 2008, 2009

#### Competizioni internazionali
- AFC Champions League: 1

Gamba Osaka: 2008